# Graniatka
Graniatka – część osprzętu wiertniczego, służąca do przekazania ruchu obrotowego ze stołu wiertniczego na przewód wiertniczy.
Ma postać grubościennej rury o zewnętrznym przekroju kwadratowym lub wielobocznym (sześciokątnym). U góry podwieszona jest na haku wielokrążka ruchomego za pomocą głowicy płuczkowej, przechodzi przez wkłady graniatkowe z otworem dokładnie odpowiadającym wymiarom graniatki, które obracane są przez stół wiertniczy. Do dolnego końca graniatki dokręcony jest kulowy zawór podgraniatkowy, zwykle łącznik ochronny i następnie przewód wierniczy.